# Чоловіче — жіноче
«Чоловіче — жіноче» (фр. Masculin, féminin: 15 faits précis) — фільм Жана-Люка Годара за оповіданням Гі де Мопассана. Нагорода «Срібний ведмідь» Берлінського кінофестивалю 1966 року Жану-П'єру Лео.

## Сюжет
Поль — тільки що відслуживший в армії молодий чоловік, який намагається влаштуватися в житті. Він зустрічає дівчину на ім'я Мадлен, яка працює в журналі моди і її знайомий допомагає йому влаштуватися туди. Тим часом Мадлен починає будувати кар'єру поп-зірки. Вони починають зустрічатися, але подруги Мадлен ревнують її до Поля і її успіху. Друг Поля захоплює його політичною діяльністю, вони протестують проти війни у В'єтнамі і капіталізму. Весь фільм у Поля немає постійного житла і врешті він гине на будівництві будинку, де нарешті придбав власну квартиру, щоб жити з Мадлен. Мадлен вагітна, але не знає, чи залишить дитину.
Фільм складається з діалогів героїв, в які вклинюються гротескні сцени насильства і дивно поводячих себе людей. Сцени спілкування перемежовуються нарізкою кадрів життя Парижа, роботи та відпочинку героїв, на які накладаються монологи Поля, Мадлен і Бріджит Бардо (зіграла в епізоді), і інтертекстовими вставками, що супроводжуються звуком пострілу. Зміст інтертексту не має прямого відношення до сюжету. Одна з фінальних вставок говорить: «Цей фільм міг би називатися „Діти Маркса і Кока-коли“.»

## У ролях
| • Жан-П'єр Лео          | … | Поль                                   |
| • Шанталь Гойя          | … | Мадлен                                 |
| • Марлен Жобер          | … | Елізабет                               |
| • Мішель Дебор          | … | Робер                                  |
| • Катрін-Ізабель Дюпорт | … | Катрін-Ізабель                         |
| • Бріжіт Бардо          | … | себе (камео)                           |
| • Франсуаза Арді        | … | дружина Американського офіцера (камео) |